# Rudy Debnar
Rudolph William Debnar, detto Rudy (Charleroi, 9 maggio 1916 – Akron, 29 maggio 1982), è stato un cestista statunitense, professionista nella NBL.

## Carriera
Giocò per due stagioni nella NBL, disputando complessivamente 55 partite con 5,5 punti di media.